# Mircea Anghelescu
Mircea Anghelescu (Bukarest, 1941. március 12. – Bukarest, 2022. április 22.) román irodalomkritikus, filológus, irodalomtörténész, tanár.

## Élete
A középiskolát a bukaresti Ion Luca Caragiale líceumban végezte el 1957-ben. Ezt követően a bukaresti egyetemen tanult arab-román nyelvet 1962-ig. 1970-ben bölcsészettudományi doktorit szerzett ugyanott. Tanulmányai elvégzése után Urziceni-ben lett tanár (1962–1963). Továbbá volt írásszakértő az Állami Központi Könyvtárnál (1963–1967), titkár a Filológiai Tudományok Társaságánál és szerkesztői titkár a Limbă și literatură című folyóiratnál. 1971-1998 között volt tudományos kutató, titkár, a Nagyszebeni Egyetem tanára, főszerkesztő a Synthesis című folyóiratnál, mely a Román Akadémia idegennyelven írt folyóirata. A román irodalom katedrájának a főnöke volt 2000 és 2007 között.
1997-1999 között román irodalmi és kulturális lektor volt a párizsi Keleti Nyelvek és Civilizációk Nemzeti Intézményének (Institut National des Langues et Civilisations Orientales). 2000-ben kutatási ösztöndíjjal egy ideig Berlin, Tübingen és Freiburg im Breisgau városaiban dolgozott. Számos külföldi konferencián vett részt (pl. Svájcban, Németországban, Spanyolországban vagy Oroszországban)

## Tudományos aktivitásai
Publikált:
- 13 történelmi könyvet és irodalmi kritikát
- kb. 30 kötet kritikai szerkesztést, irányított kötetet, előszót, stb.
- több mint 60 tanulmányt, melyből 12 külföldön született (Franciaországban, Amerikai Egyesült Államokban, Angliában, Németországban, Magyarországon, Bulgáriában)

## Kiadott művei
- Preromantismul românesc (1971)
- Introducere în opera lui Grigore Alexandrescu (1973)
- Literatura română și Orientul (1975)
- Scriitori și curente (1982)
- Lectura operei (1986)
- Introducere în opera lui Petre Ispirescu (1987)
- Ion Heliade Radulescu - o biografie a omului și a operei (1987)
- Textul și realitatea (1988)
- Cămașa lui Nessus (2000)
- Irányítója a  Literatura Română - Dicționar de Opere, 2003
- Mistificțiuni - Falsuri, farse, apocrife, pastișe, pseudonime si alte mistificații in literatura (2008)

## Díjai
- A Román Akadémia díja irodalmi történelemért, 1986
- Az Írók Egyesülete díja a kritikai kiadásokért, 1983

## Fordítás
- Ez a szócikk részben vagy egészben  a   Mircea Anghelescu című román Wikipédia-szócikk ezen változatának fordításán alapul.  Az eredeti cikk szerkesztőit annak laptörténete sorolja fel. Ez a jelzés csupán a megfogalmazás eredetét és a szerzői jogokat jelzi, nem szolgál a cikkben szereplő információk forrásmegjelöléseként.